# 408
Cette page concerne l'année 408  du calendrier julien. Pour l'année 408 av. J.-C., voir 408 av. J.-C. Pour le nombre 408, voir 408 (nombre). Pour la voiture, voir Peugeot 408.
L'année 408 est une année bissextile qui commence un mercredi.

## Événements
- Hiver 407-408 : Stilicon achète le départ des Wisigoths d’Alaric Ier d’Italie pour 4 000 livres d’or[1].
- 1er mai : mort d'Arcadius[2].
- 2 mai : début du règne de Théodose II le Jeune, empereur byzantin (fin en 450)[2]. En réalité du fait du jeune âge de l'empereur c'est le préfet du prétoire Anthémius qui exerce le pouvoir jusqu'en 414. Son long règne sera marqué par l’influence de sa sœur Pulchérie et de sa femme Eudoxie. Sa minorité est troublée par les rivalités opposant les chefs mercenaires, les querelles religieuses et le réveil des nationalités (Égypte et Syrie). Byzance demeure néanmoins en dehors des migrations.
- Mai : apprenant la mort d’Arcadius, Honorius veut intervenir à Constantinople pour assurer le trône à Théodose II, mais Stilicon le persuade de le laisser y aller comme régent et d'envoyer Alaric Ier contre Constantin III en Gaule. Les ennemis de Stilicon décident de l'abattre et répandent la rumeur parmi les troupes que Stilicon veut faire de son fils, Eucher, un empereur[3].
- Mai-juin : les Huns d'Uldin attaquent l’Empire d’Orient. Ils occupent et incendient les contre-fortins romains orientaux de la rive nord du bas Danube, de l’embouchure de l’Olt jusqu’à la Porte de Fer. Puis ils traversent le bas Danube et commencent une guerre pour la possession de Castra Martis (Kula, Bulgarie) que les auxiliaires skires occupent par la ruse. Les Romains tentent de négocier, mais Uldin réclame un tribut annuel en or trop important pour se retirer. Finalement, les Romains orientaux chassent les Skires de Castras Martis puis rejettent Uldin au nord du Danube (409)[4].
- Printemps : Constantin III déplace sa capitale de Lyon à Arles[5]. Il envoie son  fils Constant en Hispanie. Celui-ci conquiert le nord de la péninsule après sa victoire sur Didyme et Vérinianus, parents d'Honorius, qui seront exécutés à Arles. Constant rentre en Gaule à l'automne après avoir confié la garde des Pyrénées au général Gerontius[6].

- 13 août : les troupes régulières romaines de Ticinum (Pavie) se mutinent en présence de l'empereur Honorius, venu les passer en revue avant leur départ en Gaule. L'insurrection est fomentée par le ministre Olympius, et les partisans de Stilicon, dont le préfet du prétoire des Gaules Limenius et le magister equitum per Gallias Chariobaudes, sont pris et exécutés. Le maître des offices Naemorius et le préfet du prétoire d'Italie Longinianus sont massacrés au cours d'une autre émeute. Stilicon est à Bononia (Bologne) quand il reçoit la nouvelle du coup d’État, et décide de ne pas intervenir contre les mutins. Il s'enfuit à Ravenne quand le général goth Sarus, loyaliste, fait massacrer les Huns de sa garde dans leur sommeil[3].
- 23 août : Stilicon, réfugié dans une église de Ravenne, se rend aux soldats du comte Héraclien venus l’arrêter, en échange de la vie sauve, mais il est exécuté. Son fils Eucher est assassiné à Rome tandis que l'empereur Honorius divorce de sa fille Thermantia, qu'il vient d'épouser ; le grand chambellan Deuterius et le primacier des notaires Pierre sont torturés avant d'être exécutés. Les partisans de Stilicon qui échappent à la mort voient leurs biens confisqués. Le gouvernement ordonne le massacre des familles des mercenaires barbares, ce qui pousse de nombreux fédérés à rejoindre l'armée d'Alaric Ier. Le pouvoir tombe entre les mains des favoris de l’empereur, Olympius, puis Jovius, Eusebius et Allobichus[7].
- Septembre : Alaric Ier reprend le chemin de l’Italie. Il pille Aquilée, Concordia, Altino et Crémone, puis marche sur Rome[8].
- Octobre-novembre : Alaric atteint et assiège Rome, qui souffre de la famine après que ses communications soient coupées. La veuve de Gratien, Laeta, contribue à secourir les affamés, tandis que Serena, veuve de Stilicon, soupçonnée de collusion avec les assiégeants, est mise à mort lors d'une émeute[3].
- 11 novembre : proscription des Donatistes compromis lors de la révolte de Gildon, en Afrique[9].
- 14 novembre : les non-chrétiens sont exclus des emplois impériaux dans l'Empire romain[1].
- 24 novembre : peine de mort pour ceux qui troublent les cérémonies dans les églises catholiques, notamment en Afrique[9].
- 27 novembre : interdiction dans l'Empire romain de toute réunion d'hérétiques, sous peine de confiscation des lieux de réunion et d'exil des coupables[9].

- La famine à Constantinople, provoquée par le retard des convois de blé d'Égypte, entraîne des troubles. La foule incendie la maison du préfet de la ville Monaxius. Anthémius et le Sénat font venir du blé d'une autre provenance pour soulager la population et organisent une commission permanente pour une meilleure organisation des approvisionnements égyptiens[10].

## Décès en 408
- 1er mai : Arcadius, premier empereur byzantin.
- 24 août : Stilicon, général et homme politique romain, exécuté.
- Novembre : Serena, épouse de Stilicon, étranglée.
- Claudien poète païen né à Alexandrie en 365, assassiné peut-être en même temps que Stilicon, son protecteur.

## Quartier
Les 408 est un quartier de Besançon, près de la Grette-Butte